# 裂果女贞
裂果女贞（学名：Ligustrum sempervirens）为木犀科女贞属的植物，为中国的特有植物。分布在中国大陆的云南、四川等地，生长于海拔1,900米至2,700米的地区，多生长在山坡或河边灌丛中，目前尚未由人工引种栽培。

## 别名
常绿假丁香（云南种子植物名录）